# Сельское поселение «Мало-Тонтойское»
Се́льское поселе́ние «Мало-Тонтойское» — муниципальное образование в Шелопугинском районе Забайкальского края Российской Федерации.
Административный центр — село Малый Тонтой.

## История
Статус и границы сельского поселения установлены Законом Читинской области от 19 мая 2004 года «Об установлении границ, наименований вновь образованных муниципальных образований и наделении их статусом сельского, городского поселения в Читинской области».

## Население
| 2010 | 2011 | 2012 | 2013 | 2014 | 2015 | 2016 |
| ---- | ---- | ---- | ---- | ---- | ---- | ---- |
| 519  | ↘516 | ↘500 | ↘490 | ↘472 | ↘462 | ↘459 |
| 2017 | 2018 | 2019 | 2020 | 2021 |      |      |
| ↘447 | ↘422 | ↘418 | ↘406 | ↘379 |      |      |

## Состав сельского поселения
| № | Населённый пункт | Тип населённого пункта       | Население |
| - | ---------------- | ---------------------------- | --------- |
| 1 | Большой Тонтой   | село                         | ↘133      |
| 2 | Деревцово        | село                         | ↘82       |
| 3 | Малый Тонтой     | село, административный центр | ↘180      |